# Мария фон Насау-Диленбург (1491–1547)
Вижте пояснителната страница за други личности с името Мария фон Насау.
Катарина Мария фон Насау-Диленбург (на немски: Katharina Maria von Nassau-Dillenburg; * 1 февруари 1491, Вианден, Люксембург; † 1547, Зиген) е графиня от Насау-Диленбург, Катценелнбоген, Вианден, Диц и чрез женитба графиня на Холщайн-Шаумбург.

## Произход
Тя е втората дъщеря на граф Йохан V фон Насау (1455 – 1516) и съпругата му Елизабет фон Хесен-Марбург (1466 – 1523), дъщеря на ландграф Хайнрих III фон Хесен и съпругата му Анна фон Катценелнбоген. Сестра е на Хайнрих III (1483 – 1538), Вилхелм Богатия (1487 – 1559) и на Елизабет (1488 – 1559), омъжена за граф Йохан III цу Вид († 1533). Мария е леля на Вилхелм Орански.

## Фамилия
Мария се омъжва на 1 февруари 1506 г. в Зиген за граф Йобст I фон Шаумбург (1483 – 1531). Те имат 12 деца:
- Ото (1507 – 1514/1517)
- Хайнрих (1509 – 1529)
- Йохан V (1512 – 1560), граф (1531 – 1560)
- Адолф III (ок. 1515 – 1556), граф (1531 – 1544), като Адолф III курфюрст и архиепископ на Кьолн (1547 – 1556)
- Антон († 1558), архиепископ на Кьолн (1557 – 1558)
- Кордула (ок. 1516 – 1542), омъжена I: 1529 за граф Евервин II фон Бентхайм († 1530); II: 1536 г. граф Гумпрехт II фон Нойенар-Алпен († 1556)
- Ото IV (ок. 1517 – 1576), княжески епископ на Хилдесхайм (1531 – 1537), като Ото III, граф (1544 – 1576, до 1560 заедно с Йохан V)
- Елизабет (ок. 1520 – 1545), омъжена 1537 за граф Йохан VI (IX) фон Сайн († 1560), майка на Хайнрих IV фон Сайн
- Йобст II (ок. 1520 – 1581), от 1557 г. господар на Гемен
- Ернст (ок. 1528 – 1586), женен ок. 1559 за Мария фон Хоенлое (1530 – 1565)
- Вилхелм († 1580), каноник в Хилдесхайм
- Ерих († 1565), каноник в „Св. Гереон“ в Кьолн